# Vetusta Morla
Vetusta Morla — іспанський інді-рок гурт, родом з міста Tres Cantos, який знаходиться в передмісті Мадрида. Гурт був створений в 1998 році і отримав свою назву від імені персонажа дитячої книги німецького письменника Міхаеля Енде «Нескінченна Історія», гігантської старої черепахи Морли, яка жила в болоті ( «vetusta» в перекладі з іспанської означає «стара»).
Історія «Старої Морли» почалася влітку 1998 року, коли п'ятеро слухачів курсу філософії з Інституту ім. Хосе Луїса Сампедро, вирішили об'єднатися для виступу на інститутських тижнях культури і заснували рок-гурт. Протягом довгого часу цей проект був для учасників радше хобі: Пучо займався графічним дизайном, барабанщик Давід «Індіанець» Гарсія працював педагогом, гітарист Хуан Мануель Латорре вів свою програму на Radio 3, а клавішник Хорхе Гонсалес викладав фізику.
Перший демо-запис «13 Horas Con Lucy» був випущений у 2000 році і звернув на себе увагу публіки декількома музичними преміями. Наступний запис був зроблений вже з професійним продюсером, в результаті чого вийшов перший ЕР гурту - «La Cuadratura Del Circulo». В кінці 2001-го року відбулася перша і остання зміна в складі групи: замість басиста Алехандро Нотаріо прийшов Альваро Багліетто. З цього моменту і станом на 2020 рік, склад гурту залишається незмінним.
Протягом восьми років Vetusta Morla безуспішно намагалася знайти собі випускаючий лейбл, але їх музика була «too indie to be pop, too pop to be indie»: інді-лейбли не привертало комерційне звучання групи, а великі компанії відштовхувала комерційна безперспективність такої музики. Ситуація змінилася в 2006 році, коли після виступу на Festival Internacional Anti-Crise в Бейруті, музиканти вирішили взятися за проект серйозно, залишивши основні  місця роботи і повністю присвятивши себе музиці. Проблема з відсутністю лейблу незабаром була вирішена шляхом створення свого власного, який дістав назву Pequeno Salto Mortal.
Через «несерйозне» ставлення до проекту, Vetusta Morla багато років виступала на різних фестивалях, радіо, отримувала премії, але свій перший альбом музиканти випустили лише в лютому 2008 року, через майже 10 років  від заснування гурту. Диск отримав назву Un día en el mundo ( «Один день в світі»). Дванадцять іспаномовних пісень, одна з яких, «La Marea», вперше була видана ще на «La Cuadratura Del Circulo» в 2003-му році. Відсутність будь-якого тиску з боку лейбла, підвищена увага до деталей і вкрай оригінальний погляд на музику в цілому - все це вилилося в «найкращий іспанський дебютний рок-альбом за багато років», як згодом писали авторитетні музичні оглядачі. За підсумками року «Un Dia En El Mundo» побував мало не в кожному чарті країни і вже в кінці того ж року, команда виступає на концертах престижного Radio 3. У тому ж 2008 м, група вирушила в своє перше велике турне.
Три роки по тому, навесні 2011 року, після численних гастролей по Іспанії та інших країн, Vetusta Morla випускає свій другий альбом, Mapas ( «Карти»), який також став хітовим, але отримав більш складне і мінорний звучання в порівнянні з першим дітищем іспанців. Зокрема, на цьому альбомі вийшов один з головних хітів групи - пісня Maldita dulzura.
Маючи вже значний концертний досвід і два повноцінних альбоми, гурт наважується на масштабний експеримент - запис з Регіональним симфонічним оркестром Мурсії в рамках збору коштів на відновлення постраждалого від землетрусу в травні 2011 р будівлі Консерваторії Нарфісо Йепес де Лорка, що в місті Мурсія. Концерт був записаний 31 травня та 1 червня, і виданий офіційно майже рік по тому - навесні 2012-го.
В кінці 2013 року гурт повідомив через соціальні мережі, що незабаром буде випущений їхній третій альбом - La deriva ( «Знесення», що цікаво контрастує зі «старою» назвою колективу). 23 лютого 2014 року з нього був випущений перший сингл «Golpe maestro», а 25 березня того ж року вийшов ще один сингл, однойменний з альбомом. 8 квітня 2014 року вийшов сам альбом, який згодом був широко представлений публіці численними концертами і кліпами.
Четвертий альбом - Mismo sitio, distinto lugar був виданий 10 листопада 2017 року і записаний в студії Hansa в Берліні.
За кілька років до цього, Vetusta Morla пішли ще на один цікавий експеримент зі студією Delirium Studios і випустили альбом оригінальних саундтреків до відеогри під назвою «Los Rios De Alice» ( «Річки Аліси»). Диск складається з інструментальних композицій без слів, і тільки одна пісня, «Los Buenos», є повноцінним треком в звичному для Морли стилі.
У 2017 році група взяла участь в цікавому проекті Radio 3, який називався 'Suena Guernica' (Співаюча Герніка), і був присвячений 80-річчю однойменної картини Пабло Пікассо. В ході проекту, відомі іспанські музиканти виконали по кілька пісень біля однієї з найвідоміших картин художника, виставленої в Музеї королеви Софії в Мадриді. Vetusta Morla виконала три пісні: Alto! з альбому 2014 роки (пісня з військовою тематикою), Golpe Maestro і Puente de los franceses, іспанську народну пісню часів Громадянської війни в Іспанії.
Навесні 2020 року в гурту вийшов експериментальний диск MSDL — Canciones dentro de canciones («Пісні всередині пісень»), про який самі музиканти написали, що він має формат ляльки-матрьошки, що приховує пісні минулого альбому в новому форматі.

### Відеокліпи
1. Copenhague (2008)
2. Un día en el mundo (2008)
3. Otro día en el mundo (2008)
4. Sálvese quien pueda (2008)
5. Valiente (2009)
6. Lo que te hace grande (2011)
7. El hombre del saco (2011)
8. Los días raros (2012)
9. Maldita dulzura (2013)
10. La deriva (2014)
11. Golpe maestro (2014)
12. Fiesta Mayor (2014)
13. Fuego (2014)
14. Cuarteles de invierno (2015)
15. Te lo digo a ti (2017)
16. Deséame suerte (2017)
17. Consejo de Sabios (2018)
18. La vieja escuela (2018)
19. 23 de junio (2019)
20. Los abrazos prohibidos (2020)

### Склад гурту
- Juan «Pucho» Pedro Martín Almarza (вокал, перкусії)
- David «el Indio» García (барабани, вокал)
- Álvaro B. Baglietto (басс-гітара)
- Jorge González (перкусії та електронна музика)
- Guillermo Galván (гітара, фортепіано та вокал)
- Juan Manuel Latorre (гітара)

### Дискографія
- Un día en el mundo (2008)
- Mapas (2011)
- La deriva (2014)
- Mismo sitio, distinto lugar (2017)
- MSDL — Canciones dentro de canciones (2020)

### EPs
- 13 horas con Lucy (demo, 2000)
- Vetusta Morla (demo, 2001)
- La cuadratura del círculo (demo, 2003)
- Mira (EP, 2005)

### Інші видання
- Concierto benéfico por el Conservatorio Narciso Yepes de Lorca (en vivo, 2013)
- Los ríos de Alice (banda sonora original, 2013)
- «15151»: Concierto en directo grabado en el Palacio de los deportes de Madrid el 23 de mayo de 2015.